# Vila Verde (Felgueiras)
Vila Verde é uma localidade portuguesa do Município de Felgueiras que foi sede da extinta Freguesia de Vila Verde, freguesia que tinha 1,25 km² de área e 809 habitantes (2011), e, por isso, uma densidade populacional de 647,2 hab./km².
A Freguesia de Vila Verde foi extinta em 2013, no âmbito de uma reforma administrativa nacional, para, em conjunto com a Freguesia de Santão, formar uma nova freguesia denominada União das Freguesias de Vila Verde e Santão da qual é a sede.
Antigamente conhecida por São Mamede de Vila Verde, fez parte do extinto concelho de Unhão antes de passar para o de Felgueiras.

## População
| População da freguesia de Vila Verde | População da freguesia de Vila Verde | População da freguesia de Vila Verde | População da freguesia de Vila Verde | População da freguesia de Vila Verde | População da freguesia de Vila Verde | População da freguesia de Vila Verde | População da freguesia de Vila Verde | População da freguesia de Vila Verde | População da freguesia de Vila Verde | População da freguesia de Vila Verde | População da freguesia de Vila Verde | População da freguesia de Vila Verde | População da freguesia de Vila Verde | População da freguesia de Vila Verde |
| ------------------------------------ | ------------------------------------ | ------------------------------------ | ------------------------------------ | ------------------------------------ | ------------------------------------ | ------------------------------------ | ------------------------------------ | ------------------------------------ | ------------------------------------ | ------------------------------------ | ------------------------------------ | ------------------------------------ | ------------------------------------ | ------------------------------------ |
| 1864                                 | 1878                                 | 1890                                 | 1900                                 | 1911                                 | 1920                                 | 1930                                 | 1940                                 | 1950                                 | 1960                                 | 1970                                 | 1981                                 | 1991                                 | 2001                                 | 2011                                 |
| 265                                  | 276                                  | 273                                  | 294                                  | 323                                  | 343                                  | 350                                  | 434                                  | 477                                  | 551                                  | 641                                  | 620                                  | 648                                  | 714                                  | 809                                  |

| Distribuição da População por Grupos Etários | Distribuição da População por Grupos Etários | Distribuição da População por Grupos Etários | Distribuição da População por Grupos Etários | Distribuição da População por Grupos Etários | Distribuição da População por Grupos Etários | Distribuição da População por Grupos Etários | Distribuição da População por Grupos Etários | Distribuição da População por Grupos Etários | Distribuição da População por Grupos Etários |
| -------------------------------------------- | -------------------------------------------- | -------------------------------------------- | -------------------------------------------- | -------------------------------------------- | -------------------------------------------- | -------------------------------------------- | -------------------------------------------- | -------------------------------------------- | -------------------------------------------- |
| Ano                                          | 0-14 Anos                                    | 15-24 Anos                                   | 25-64 Anos                                   | > 65 Anos                                    |                                              | 0-14 Anos                                    | 15-24 Anos                                   | 25-64 Anos                                   | > 65 Anos                                    |
| 2001                                         | 151                                          | 95                                           | 391                                          | 77                                           |                                              | 21,1%                                        | 13,3%                                        | 54,8%                                        | 10,8%                                        |
| 2011                                         | 144                                          | 107                                          | 460                                          | 98                                           |                                              | 17,8%                                        | 13,2%                                        | 56,9%                                        | 12,1%                                        |